# 조근해
조근해(趙根海, 1938년 11월 29일 ~ 1994년 3월 3일)는 대한민국의 군인이다.

## 생애
경상북도 영양군 일월면 주곡리에서 태어났다. 1993년에 제22대 공군참모총장으로 취임하였다. 
1994년 3월 8일 공군사관학교에서 열릴 예정이였던 공사 42기 졸업식 및 임관식 예행 연습에 지휘감독차 3월 3일에 용산헬기장에서 UH-60 블랙 호크 헬기를 타고 공군사관학교로 가던 중 헬기 추락 사고로 부인과 함께 순직했으며, 국립서울현충원 장군묘역에 안장되었다. 사고 원인은 악화된 기상 상태에서 비행 중 피토관(Pitot Tube, 공기의 힘인 동압을 측정해 속도로 환산하는 장치)의 결빙으로 비정상적 계기 지시에 따라 고도를 급히 올리려다가 꼬리 날개 부분이 파손되며 추락했다고 한다.

## 학력
- 대한민국 공군사관학교 9기
- 육군보병학교 수료(1962년)
- 대한민국 공군방공포병학교 수료(1963년)
- 국방대학교 행정학사 13기(1968년)

## 경력
- 공군 참모총장
- 제15전투비행단장
- 한미연합참모부장
- 국방정보본부장
- 합참정보본부장

## 훈장
- 보국훈장 상일장
- 보국훈장 국선장
- 보국훈장 통일장
- 보국훈장 천수장
- 보국훈장 광화장